# Jaunitz
Die Jaunitz ist ein rund 11 Kilometer langer Nebenfluss der Feldaist im Mühlviertel in Oberösterreich und umfasst ein Einzugsgebiet von 41,5 km². Typologisch zählt sie zu den Gewässern des Granit- und Gneishochlandes.

## Geografie
Der Fluss entspringt westlich des Summerauer Bahnhofs im Gemeindegebiet von Rainbach im Mühlkreis. Unterhalb von Summerau vereinigt die Jaunitz sich mit dem Rainbach und fließt in südöstlicher Richtung durch ein Engtal, die Jaunitzsenke, in das Freistädter Becken und mündet südlich von Freistadt in die Feldaist.
Der Fluss hat nur geringes Gefälle und ist Teil der Feldaistsenke, die den niedrigsten Übergang von der Donau zur Moldau darstellt. Der wichtigste Nebenfluss ist der 6,6 km lange Kronbach, der beim Ort Jaunitz mündet.
Die Jaunitz bildet im Oberlauf die Gemeindegrenze zwischen Rainbach und Waldburg, im Unterlauf die Grenze zwischen Waldburg und Freistadt sowie Freistadt und Kefermarkt.

## Umwelt
In der Jaunitzsenke besteht für die Sicherung der Wasserqualität ein großes Grundwasserschongebiet, das noch nicht intensiv genutzt wird. Aus diesem Grundwasserreservoir entnehmen die Gemeinden Waldburg und Freistadt einen Teil des benötigten Trinkwassers.
Untersuchungen in den 1950er Jahren haben festgestellt, dass das Grundwassergebiet über die Europäische Hauptwasserscheide nach Norden reicht. Bei der Untersuchung wurde auch festgestellt, dass die Flussrichtung des Grundwassers von Süd nach Nord ist, entgegen der Flussrichtung der oberflächlichen Gewässer. Zusätzlich bestehen in der Jaunitzsenke tertiäre Ablagerungen und Rollkiessedimente im großen Ausmaß, so dass angenommen wird, dass dies das Tal eines ursprünglich viel größeren Flusses im Tertiär war, der Ur-Moldau oder der Ur-Rodl.
Der Fluss bildet im Verlauf lange Mäanderstrecken, die vor allem im Unterlauf mitunter zu großflächigen Überschwemmungen neigen.

### Fauna  und Flora
Es existiert eine Pfeifengrasbrache mit floristischen Raritäten zwischen Waldburg und Freistadt. Weiters konnte entlang der Jaunitz bei Freistadt noch vor wenigen Jahren Preußisches Laserkraut, Hartmans Segge und der Teufelsabbiss gefunden werden.

### Wasserqualität
Die Jaunitz hat eine gute Gewässergüteklasse von I-II.

## Geschichte und Verkehr
Der Name Jaunitz stammt, wie etliche weitere -itz-Flüsse der Region, aus dem Slawischen (‚Tal des Ahorns‘), und zeugt von der ersten Besiedlung in diesem Gebiet.
Bereits im Mittelalter diente die Jaunitz als Grenze, als 1142 das Stift Garsten den Grund und Boden zwischen Jaunitz und Aist geschenkt bekam. Das westlich der Jaunitz liegende Gebiet gehörte damals zum Bistum Passau. Später diente die Jaunitz als südliche Burgfriedgrenze der Stadt Freistadt.
Wegen der geringen Steigung nahm ab 1832 die Pferdeeisenbahn Linz-Gmunden den Weg durch das Engtal (Jaunitzsenke). Seit 1872 benutzt die Summerauer Bahn das Tal, auf einer weitgehend ähnlichen Streckenführung wie zuvor die Pferdeeisenbahn. Für den Autoverkehr ist das Engtal nicht erschlossen und es führen nur unbefestigte Wege durch das Tal, die als Pferdeeisenbahn-Wanderweg dienen. Südlich des Gehöfts Lengauer weitet sich das Tal und hier führen die Böhmerwald Straße, die Hirschbacher Landesstraße sowie mehrere Güterwege durch das Tal. In diesem Bereich liegt auch der Bahnhof Freistadt.
Direkt an der Jaunitz wurde 1916 der Soldatenfriedhof Jaunitzbachtal angelegt.